# 1913 na literatura

## Nascimentos
| Data            | Nome               | Profissão                        | Nacionalidade       | Observações                      | Ref   |
| --------------- | ------------------ | -------------------------------- | ------------------- | -------------------------------- | ----- |
| 12 de Janeiro   | Rubem Braga        | jornalista e escritor            | Brasil              | m. 1990                          |       |
| 13 de Março     | L. Ron Hubbard     | escritor                         | Estados Unidos      | m. 1986                          |       |
| 27 de Fevereiro | Irwin Shaw         | escritor                         | Estados Unidos      | m. 1984                          |       |
| 20 de Março     | Ilse Losa          | escritora                        | Alemanha / Portugal | m. 2006                          |       |
| 11 de Junho     | Cordwainer Smith   | escritor de ficção científica    | Estados Unidos      | m. 1966                          |       |
| 19 de Outubro   | Vinicius de Moraes | compositor, diplomata e escritor | Brasil              | m. 1980                          |       |
| 7 de Novembro   | Albert Camus       | escritor e filósofo              | Argélia             | m. 1960 Nobel da Literatura 1957 | [ 1 ] |
| 10 de novembro  | Álvaro Cunhal      | escritor e político              | Portugal            | m. 2005                          |       |
| 18 de Dezembro  | Alfred Bester      | escritor e jornalista            | Estados Unidos      | m. 1987                          |       |

## Mortes
| Data            | Nome                  | Profissão            | Nacionalidade | Observações | Ref |
| --------------- | --------------------- | -------------------- | ------------- | ----------- | --- |
| 22 de Fevereiro | Ferdinand de Saussure | linguista            | Suíça         | n. 1857     |     |
| 5 de Dezembro   | Salvador de Mendonça  | diplomata e escritor | Brasil        | n. 1841     |     |

## Prémios literários
- Nobel de Literatura - Rabindranath Tagore.[1]